# VakıfBank Spor Kulübü
O VakıfBank Spor Kulübü é um time turco de voleibol feminino da cidade de Istambul. Atualmente disputa o Campeonato Turco.

## Títulos conquistados
| Mundiais     | Mundiais                    | Mundiais | Mundiais |
|              | Competição                  | Títulos  | Temporadas |
| ------------ | --------------------------- | -------- | --- |
|              | Mundial de Clubes           | 4        | 2013, 2017, 2018, 2021                                                                                              |
| Continentais |                             |          | |
|              | Competição                  | Títulos  | Temporadas |
|              | Liga dos Campeões da Europa | 6        | 2010-11, 2012-13, 2016-17, 2017-18, 2021-22, 2022-23                                                                |
|              | Copa CEV                    | 1        | 2003-04 |
|              | Challenge Cup               | 1        | 2007-08 |
| Nacionais    |                             |          | |
|              | Competição                  | Títulos  | Temporadas |
| Turquia      | Campeonato Turco            | 13       | 1991-92, 1992-93, 1996-97, 1997-98, 2003-04, 2004-05, 2012-13, 2013-14, 2015-16, 2017-18, 2018-19, 2020-21, 2021-22 |
| Turquia      | Copa da Turquia             | 9        | 1994-95, 1996-97, 1997-98, 2012-13, 2013-14, 2017-18, 2020-21, 2021-22, 2022-23                                     |
| Turquia      | Supercopa Turca             | 4        | 2013, 2014, 2017, 2021                                                                                              |

### Outras campanhas
Campeonato Turco
- Vice-campeão: 1994-95, 2000-01, 2001-02, 2002-03, 2005-06, 2009-10, 2010-11, 2011-12 e 2014-15
- Terceiro colocado: 2022-23

 Copa da Turquia
- Vice-campeão: 2000-01, 2009-10, 2014-15 e 2016-17

 Supercopa Turca
- Vice-campeão: 2010, 2015, 2018, 2019, 2020 e 2022

 Liga dos Campeões da Europa
- Vice-campeão: 1997-98, 1998-99, 2013-14, 2015-16 e 2020-21
- Terceiro colocado: 2014-15

 Mundial de Clubes
- Vice-campeão: 2011, 2022, 2023
- Terceiro colocado: 2016, 2019

Atualizado em dezembro de 2021.

## Elenco atual
Elenco do VakıfBank Spor Kulübü para a temporada 2022–23:
| N° | Nome               | Posição     | Nascimento                        | Altura (cm) | Nacionalidade  |
| -- | ------------------ | ----------- | --------------------------------- | ----------- | -------------- |
| 1  | Buket Gülübay      | Levantadora | 28 de fevereiro de 1999 (26 anos) | 183         | Turquia        |
| 2  | Aylin Sarıoğlu     | Líbero      | 21 de julho de 1995 (29 anos)     | 168         | Turquia        |
| 3  | Cansu Özbay        | Levantadora | 17 de outubro de 1996 (28 anos)   | 182         | Turquia        |
| 5  | Bahar Akbay        | Central     | 21 de janeiro de 1998 (27 anos)   | 196         | Turquia        |
| 6  | Kübra Akman        | Central     | 13 de outubro de 1994 (30 anos)   | 197         | Turquia        |
| 8  | Paola Egonu        | Oposta      | 18 de dezembro de 1998 (26 anos)  | 193         | Itália         |
| 9  | Ayça Aykaç         | Libero      | 27 de fevereiro de 1996 (29 anos) | 175         | Turquia        |
| 10 | Gabriela Guimarães | Ponta       | 19 de maio de 1994 (30 anos)      | 180         | Brasil         |
| 11 | Chiaka Ogbogu      | Central     | 15 de abril de 1995 (29 anos)     | 188         | Estados Unidos |
| 14 | Alexia Căruțașu    | Oposta      | 10 de junho de 2003 (21 anos)     | 188         | Turquia        |
| 15 | Kara Bajema        | Ponta       | 24 de março de 1998 (26 anos)     | 188         | Estados Unidos |
| 17 | Derya Cebecioğlu   | Ponta       | 24 de outubro de 2000 (24 anos)   | 182         | Turquia        |
| 18 | Zehra Güneş        | Central     | 7 de julho de 1999 (25 anos)      | 197         | Turquia        |
| 19 | Nika Daalderop     | Ponta       | 29 de novembro de 1998 (26 anos)  | 189         | Países Baixos  |

Atualizado em junho de 2022.

## Jogadoras Notáveis
| Turquia - Neslihan Demir - Naz Aydemir - Polen Uslupehlivan - Arzu Göllü - Özge Kırdar Çemberci - Gözde Kırdar Sonsırma - Nilay Özdemir - Elif Ağca Öner - Gizem Güreşen - Bahar Toksoy - Ergül Avcı - Aysun Özbek - Güldeniz Önal - Ebrar Karakurt - Meliha İsmailoğlu - Gizem Örge - Gözde Yılmaz Bulgária - Elitsa Vasileva Croácia - Maja Poljak França - Kinga Maculewicz | Alemanha - Sylvia Roll - Angelina Grün - Christiane Fürst Países Baixos - Debby Stam - Robin de Kruijf - Anne Buijs - Lonneke Slöetjes Polónia - Małgorzata Glinka-Mogentale Rússia - Yuliya Svistina - Nadezhda Shopova Sérvia - Jelena Nikolić - Jovana Brakočević - Milena Rašić - Maja Ognjenović Suécia - Isabelle Haak | República Dominicana - Annerys Vargas Brasil - Hilma Caldeira - Marcia Fu - Tatiana Alves Dos Santos - Nikolle Del Rio Correa - Sheilla Castro - Gabriela Guimarães China - Pan Wenli - Zhu Ting Japão - Saori Kimura Estados Unidos - Kimberly Hill - Kelsey Robinson - Michelle Bartsch-Hackley - Chiaka Ogbogu Itália - Paola Egonu |